# Ryan Robertson
Ryan Ashley Robertson (Lawton, Oklahoma, 2 de octubre de 1976) es un exjugador de baloncesto estadounidense que disputó un partido en la NBA, además de jugar en Holanda, Francia, Grecia y ligas menores estadounidenses. Con 1,90 metros de estatura, jugaba en la posición de base.

## Trayectoria deportiva

### Universidad
Tras disputar en 1995 el prestigioso McDonald's  All American Game, jugó durante cuatro temporadas en los Jayhawks de la Universidad de Kansas, en las que promedió 7,4 puntos y 3,4 asistencias por partido. En su última temporada fue incluido en el tercer mejor quinteto de la Big 12 Conference.

#### Estadísticas
| Temporada | Equipo          | Conf.  | Partidos | MIN  | TC  | TCA | %TC  | 3P  | 3PA | %3P  | TL  | TLA | %TL  | REB | ASIS | ROB | TAP | PER | FP  | PTS  |
| 1995-96   | Kansas Jayhawks | Big 8  | 34       | 8.9  | 1.2 | 2.4 | .488 | 0.6 | 1.2 | .452 | 1.4 | 1.8 | .770 | 1.3 | 0.9  | 0.5 | 0.0 | 0.3 | 0.9 | 4.3  |
| 1996-97   | Kansas Jayhawks | Big 12 | 36       | 18.2 | 1.4 | 3.3 | .417 | 0.7 | 1.6 | .414 | 1.0 | 1.3 | .804 | 1.5 | 2.8  | 0.4 | 0.2 | 1.3 | 1.8 | 4.5  |
| 1997-98   | Kansas Jayhawks | Big 12 | 39       | 31.4 | 2.7 | 5.9 | .454 | 1.3 | 3.0 | .431 | 1.7 | 2.3 | .733 | 2.8 | 6.4  | 1.4 | 0.3 | 2.4 | 2.3 | 8.3  |
| 1998-99   | Kansas Jayhawks | Big 12 | 33       | 35.3 | 4.1 | 9.4 | .439 | 1.5 | 4.2 | .370 | 3.1 | 3.5 | .871 | 4.0 | 3.2  | 1.7 | 0.4 | 1.5 | 2.3 | 12.8 |
| Total     | Kansas Jayhawks |        | 142      | 23.6 | 2.3 | 5.2 | .445 | 1.0 | 2.5 | .407 | 1.8 | 2.2 | .802 | 2.4 | 3.4  | 1.0 | 0.2 | 1.4 | 1.8 | 7.4  |

### Profesional
Fue elegido en la cuadragésimo quinta posición del Draft de la NBA de 1999 por Sacramento Kings, pero jugó cedido en los Kansas Cagerz de la USBL hasta ser llamado por los Kings en el mes de abril de 2000, disputando un único partido, en el que anotó 5 puntos.
Jugó posteriormente en los Kansas City Knights de la ABA 2000 hasta que en 2001 se marchó a jugar a los EiffelTowers de la liga neerlandesa. Allí disputó 3 temporadas, siendo la más destacada la primera, en la que promedió 18,7 puntos, 4,1 rebotes y 2,1 robos de balón, ganando al año siguiente la liga, y siendo elegido como mejor base de la competición los dos años posteriores.
En 2004 fichó por el Panellinios Atenas, pero fue despedido en el mes de diciembre, tras disputar únicamente siete partidos, en los que promedió 7,6 puntos y 3,3 asistencias. Regresa a su país para jugar en los St. Louis Flight de la ABA, promediando en 5 partidos 12,6 puntos y 5,0 asistencias.
En enero de 2005 ficha por el Cholet Basket, donde disputa la liga francesa y la ULEB Cup, promediando 7,9 puntos y 2,4 asistencias por partido.

## Estadísticas de su carrera en la NBA

### Temporada regular
| Temporada | Edad | Equipo           | Liga | P | TIT | MIN  | TC  | TCA | %TC  | 3P  | 3PA | %3P  | TL  | TLA | %TL   | R.OF. | R.DEF. | REB | ASIS | ROB | TAP | PER | FP  | PTS |
| 1999-2000 | 23   | Sacramento Kings | NBA  | 1 | 0   | 25.0 | 2.0 | 6.0 | .333 | 0.0 | 2.0 | .000 | 1.0 | 1.0 | 1.000 | 0.0   | 0.0    | 0.0 | 0.0  | 0.0 | 0.0 | 0.0 | 0.0 | 5.0 |
| Total     |      |                  | NBA  | 1 | 0   | 25.0 | 2.0 | 6.0 | .333 | 0.0 | 2.0 | .000 | 1.0 | 1.0 | 1.000 | 0.0   | 0.0    | 0.0 | 0.0  | 0.0 | 0.0 | 0.0 | 0.0 | 5.0 |